# Казера (Белуно)
Казера (итал. Casera) је насеље у Италији у округу Белуно, региону Венето.
Према процени из 2011. у насељу је живело 21 становника. Насеље се налази на надморској висини од 378 м.